# Bonus petrochenkoi
Bonus petrochenkoi is een slakkensoort uit de familie van de Bathysciadiidae. De wetenschappelijke naam van de soort is voor het eerst geldig gepubliceerd in 1973 door Moskalev.